# Čejkovice (Hodoníni járás)
Čejkovice település Csehországban, Hodoníni járásban. Čejkovice Vrbice, Prušánky, Starý Poddvorov, Nový Poddvorov, Čejč, Kobylí, Velké Bílovice és Mutěnice településekkel határos. Lakosainak száma 2401 fő (2024. január 1.).

## Népesség
A település lakosságának változását az alábbi diagram mutatja:
| Lakosok száma | 1876 | 1995 | 2378 | 2430 | 2653 | 2564 | 2445 | 2450 | 2407 | 2401 |
|               | 1869 | 1890 | 1921 | 1950 | 1980 | 2001 | 2017 | 2019 | 2022 | 2024 |